# Парк культуры и отдыха имени Ленинского Комсомола (Махачкала)
Парк имени Ленинского Комсомола (Центральный Парк культуры и отдыха имени Ленинского Комсомола) — центральный парк города Махачкалы.

## География
Парк расположен в центральной части города, в границах улиц Гайдара Гаджиева — Магомета Гаджиева — Батырмурзаева.
Площадь парка 30 гектар.

## История
Основан в 1887 году братьями Аркадием и Николаем Вейнерами на приобретённом участке земли рядом с их пивоваренным заводом (ныне ООО Махачкалинский пивоваренный завод «Порт-Петровск»). Братья Вейнеры являются наследниками хозяина известных в дореволюционной Астрахани Вейнерских пивоваренных заводов Петра Вейнера. Первоначально, да и сейчас в быту, парк назывался и называется Вейнерским или Вейнерским садом.
Приобретённый участок представлял собой заболоченное поле из-за выхода подземных вод, которые в этом месте города подходят близко к поверхности. Для осушения Вейнеры засадили участок тополями — гидрофитами, и те смогли немного понизить уровень подземных вод.
Парк несколько раз менял своё название. В 1946 году его называют парком Нефтяников. 
В 1963 году парк получает современное название — имени Ленинского Комсомола.

## Планировка и памятники
С начала 1930-х годов в парке несколько раз проводились работы по его планировке, была устроена дренажная система. От улицы М. Гаджиева проложена центральная аллея. В 1960-х на аллее был установлен памятник Воину-освободителю и Вечный огонь.
В настоящее время парк имеет два центральных входа — с улицы М. Гаджиева и с улицы Коркмасова.
Неоднократно предпринимались попытки создания на территории парка пантеона известных общественных деятелей. Около 10 могил известных политических и общественных деятелей расположены в северо-западной части парка.
На территории парка был устроен первый в городе городок аттракционов, в 2010 году он был закрыт по требованию правил техники безопасности.
Кроме того, на территории парка расположен Музей боевой славы и Аллея славы с портретами участников Великой Отечественной войны — Героев Советского Союза и полных кавалеров ордена Славы.